# گولد ریور (کالیفرنیا)
گولد ریور (به انگلیسی: Gold River) یک منطقهٔ مسکونی در ایالات متحده آمریکا است که در شهرستان ساکرامنتو، کالیفرنیا واقع شده‌است. گولد ریور ۷٫۰۴۸ کیلومتر مربع مساحت و ۷٬۹۱۲ نفر جمعیت دارد و ۳۷ متر بالاتر از سطح دریا واقع شده‌است.